# Arquidiocese de Mombaça
A Arquidiocese de Mombaça (Archidiœcesis Mombasaensis) é uma circunscrição eclesiástica da Igreja Católica situada em Mombaça, Quênia. Atualmente seu arcebispo é Martin Kivuva Musonde. Sua Sé é a Catedral do Santo Espírito de Mombaça.
Possui 59 paróquias servidas por 136 padres, abrangendo uma população de 2 782 510 habitantes, com 14,6% da dessa população jurisdicionada batizada (405 460 católicos).

## História
A diocese de Mombaça e Zanzibar foi criada em 8 de maio de 1955 com a bula Ea sanctissima do Papa Pio XII, obtendo o território da Arquidiocese de Nairóbi.
Em 12 de dezembro de 1964, na sequência do decreto Quo aptius da Propaganda Fide, na sequência de uma divisão com a qual cedeu parte do seu território à nova administração apostólica de Zanzibar e Pemba (atual diocese de Zanzibar), tomou o nome de Diocese de Mombaça.
Em 9 de dezembro de 1976 cedeu uma parte do seu território para a ereção da prefeitura apostólica de Garissa (hoje diocese).
Em 21 de maio de 1990 a diocese é agora elevada à dignidade de arquidiocese metropolitana com a bula Si quidem secundum do Papa João Paulo II.
Em 2 de junho de 2000 cedeu outra porção de território em benefício da ereção da diocese de Malindi.

## Prelados
|            | Nome                          | Período    | Notas               |
| Arcebispos | Arcebispos                    | Arcebispos | Arcebispos          |
| ---------- | ----------------------------- | ---------- | ------------------- |
| 3º         | Martin Kivuva Musonde         | 2014-      | Atual               |
| 2º         | Boniface Lele                 | 2005-2013  |                     |
| 1º         | John Njenga                   | 1990-2005  |                     |
| Bispos     |                               |            |                     |
| 3º         | John Njenga                   | 1988 -1990 | Elevado à Arcebispo |
| 2º         | Nicodemus Kirima              | 1978-1988  |                     |
| 1º         | Eugene Joseph Butler, C.S.Sp. | 1957-1978  |                     |